# Індент
Індент (від англ. indent — замовлення на товари) — разове комісійне доручення імпортера однієї країни комісіонеру
іншої країни на купівлю певної партії товару. Це замовлення комісіонер передає виробнику своєї країни.
Якщо індент точно встановлює, у якого виробника повинна бути куплена дана партія товару, і якщо відомості про замовляється товар вказані точно (сорт, колір або зразок), він називається закритим.
Індент надає комісіонеру право вибору виробника і не містить точних відомостей про замовляється товар, називається відкритим. Один і той же індент може охоплювати кілька партій різних товарів, що замовляються у різних підприємців і зібраних в одне відправлення.